# Joyrex J4 EP
Joyrex J4 EP é um EP de Richard D. James sob o pseudônimo Caustic Window. O lançamento é um vinil de 12 polegadas e foi prensado com etiquetas amarelas e pretas. Todas as faixas, exceto "Pop Corn", foram posteriormente relançadas no álbum Compilation.

## Lista de faixas

### Lado A
| N.º | Título      | Duração |  |
| 1.  | "Joyrex J4" | 4:27    |  |
| 2.  | "Pop Corn"  | 3:38    |  |
| 3.  | "AFX 114"   | 1:20    |  |

### Lado B
| N.º | Título           | Duração |  |
| 4.  | "Cordialatron"   | 4:43    |  |
| 5.  | "Italic Eyeball" | 4:24    |  |
| 6.  | "Pigeon Street"  | 0:21    |  |

- Nenhuma título de faixa aparece impresso no lançamento; no entanto, os títulos das faixas vieram do lançamento posterior de Compilation, exceto "Pop Corn", que é assim chamado pela interpretação dos fãs da música escrita por Gershon Kingsley.